# Anna Angelica Allegrini
 (juillet 2025).
Pour les articles homonymes, voir Famille Allegrini et Allegrini.
Anna Angelica Allegrini née à Rome est une artiste peintre italienne du XVIIe siècle, connue pour ses miniatures.

## Biographie
Son père, Francesco Allegrini da Gubbio ainsi que son frère Flaminio étaient aussi des peintres.